# Dubijiwka (obwód chmielnicki)
Dubijiwka (ukr. Дубіївка) – wieś na Ukrainie, w obwodzie chmielnickim, w rejonie szepetowskim, w hromadzie Mychajluczka. W 2001 liczyła 267 mieszkańców.
Znajduje tu się przystanek kolejowy Dubijiwka, położony na linii Zwiahel – Szepetówka.